# Komet Gehrels 2
Komet Gehrels 2  (uradna oznaka je 78P/Gehrels) je periodični komet z obhodno dobo okoli 7,2 let. Komet pripada Jupitrovi družini kometov . 

## Odkritje[2]
Tom Gehrels je odkril komet na plošči, ki je bila posneta med iskanjem asteroidov v Lunarnem in planetarnem laboratoriju v Arizoni, ZDA. Fotografska plošča je bila posneta s Schmidtovim teleskopom na Observatoriju Palomar

## Lastnosti
Ob odkritju je bila magnituda ocenjena na vrednost med 15 in 16 .